# Türkisch Angora
| Schulterhöhe             | |                        |                        |
| Länge                    | bis zu 35 cm |                        |                        |
| Gewicht                  | Kater: 3–5 kg/Kätzin: 2,5–4 kg                                                                                   |                        |                        |
| vorkommende Farben       | Weiß, Schwarz, Rot, verdünnte und silberne Varietäten dieser Farben, mit und ohne Scheckung, mit und ohne Tabby. |                        |                        |
| nicht vorkommende Farben | Chocolate, Fawn, Lilac und Point                                                                                 | Liste der Katzenrassen | Liste der Katzenrassen |

Die Türkisch Angora ist eine Katzenrasse.
Die ursprünglich aus der Türkei stammende Angorakatze ist laut Gen-Untersuchungen die älteste Langhaarrasse der Rassekatzen und somit auch die Urmutter aller Langhaarrassen. Diese orientalische Rasse hat einen natürlichen Ursprung, denn sie ist durch das mutierte Langhaar-Gen entstanden. Sie ist eine der ältesten Katzenrassen der Welt. Die Türkei ernannte sie sogar zur Nationalkatze (Angora ist der alte Name von Ankara und der dazugehörigen damaligen Provinz, der heutigen Hauptstadt der Türkei). In ihrem Heimatland wird sie „Ankara kedisi“ genannt.

## Geschichte / Historie

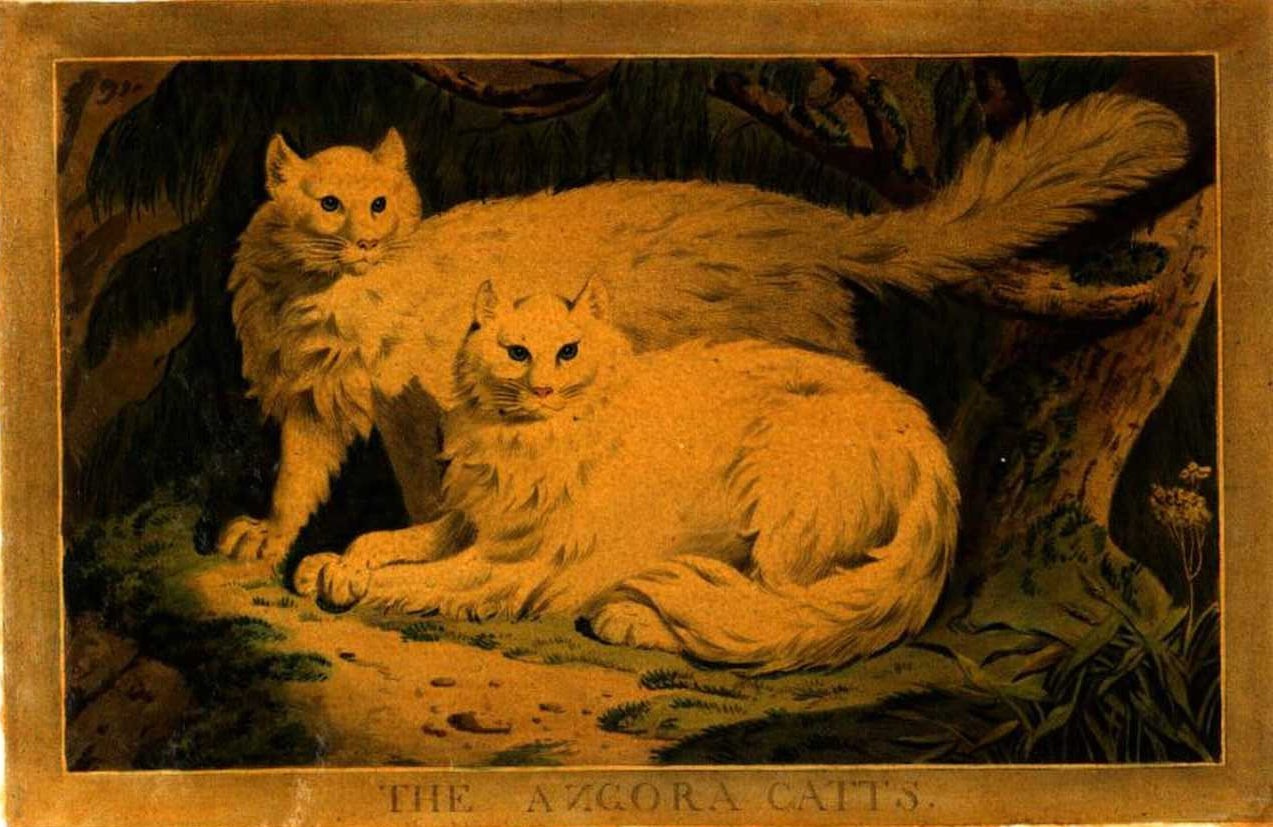
Illustration von Charles Catton 1788; im 18. Jahrhundert war sie ein beliebtes Statussymbol an königlichen Höfen

Seit dem 15. Jahrhundert ist die Türkisch Angora in der Türkei als eigene Rasse bekannt. Sie war die erste Langhaarkatze, die nach Westeuropa kam. Türkische Sultane des osmanischen Reiches sandten sie im 16. Jahrhundert als Geschenk an die Höfe in England und Frankreich. Als erste Langhaarkatze überhaupt in Westeuropa war ihr der Erfolg sicher. Könige, wie etwa Ludwig XV., waren Bewunderer dieser weißen Katzen mit den geheimnisvollen Augen und gaben sie als wertvolles Geschenk an Fürsten weiter. Im 18. Jahrhundert war sie Statussymbol an den europäischen Höfen. Zahlreiche Gemälde dieser Zeit dokumentieren diese Art von Luxusgeschenken. Prinzessin Victoria von Schleswig-Holstein war Besitzerin einer solchen weißen Katze. Zu etwa derselben Zeit brachte der französische Naturforscher Nicolas-Claude Fabri de Peiresc einige dieser Katzen aus der Türkei mit nach Frankreich. Ebenfalls gelangte sie mit italienischen Seefahrern nach Europa.
Im 18. Jahrhundert kam die Rasse in Mode und wurde zum Liebling des Adels. Am Hof der französischen Könige war sie allgegenwärtig. Louis XV., Louis XVI., Kardinal Richelieu und Marie-Antoinette waren Besitzer dieser damals sehr beliebten und berühmten Katzen. In einem Buch des französischen Naturforschers Georges-Louis Leclerc de Buffon wurde diese Katzenrasse bereits im Jahre 1756 erwähnt und bildlich dargestellt. Der Adel verehrte diese edle, langhaarige und anmutige Katzenrasse, da zu dieser Zeit in Europa nur die einheimischen kurzhaarigen Rassen verbreitet waren. Sie wurde hoch geschätzt, und es wurden hohe Preise für die Beschaffung bezahlt.
Seitdem ist viel Zeit vergangen. Mit dem Auftauchen der Perserkatze verblasste der Stern der Angora. In den 60er Jahren ging der Bestand reinrassiger Türkisch Angoras selbst in ihrem Heimatland, der Türkei, auf ein bedrohliches Maß zurück. Einige wenige Exemplare wurden dort in den Zoos von Ankara und Istanbul gehalten, um den Fortbestand dieser Rasse zu gewährleisten. In der Türkei gilt die Türkisch Angora Katze heute als Nationalkatze und wird unter anderem in den Zoos von Ankara und Izmir gezüchtet. Dort gelten allein die weißen Katzen als edel.
In den 1950er Jahren importierten erste amerikanische Züchter sogar ein Angorapärchen aus der Türkei, um die heute wieder beliebter werdende Rasse weiterzüchten zu können. Im Jahr 1954 kam die erste Türkisch Angora in die USA. 1973 hat die US-amerikanische Katzenzucht-Organisation CFA die weiße Varietät anerkannt, die farbigen Tiere 1978. In den 70er Jahren kamen die ersten Türkisch Angora aus den USA und der Türkei nach Deutschland. Hauptsächlich aber basierte die Zucht allgemein auf Türkei-Importen.
1954 importierte die Amerikanerin Lyn Pierce (Kenlyn Cattery) eine Katze mit dem Namen Pucette Michelle (weibl. odd-eyed white) aus dem Istanbuler Tiergarten nach Amerika. Mit dieser Katze wurde allerdings nicht gezüchtet, da es hieß, dass wirklich reinrassige Tiere nur in der Gegend von Ankara zu finden seien, und von dort wurden in den 1960er Jahren die ersten Türkisch Angora in die USA und nach Kanada importiert. Viel später wurden auch Zookatzen aus dem Istanbuler Zoo akzeptiert, da dieser Zuchtstock ebenfalls aus Ankara-Zoo-Katzen bestand.
Von Kenan Taspinar (Taspinar Cattery) wurde 1962 ein weißes Kätzchen mit unterschiedlicher Augenfarbe von einem privaten Türkisch Angora Züchter aus Ankara importiert. Diese türkischen Züchter waren mit in das Ankara Zoo Programm eingebunden, so dass auch diese Tiere wieder in Relation zueinander standen. 1968 importierte Taspinar fünf weitere Türkisch Angora Katzen, darunter „Duman“, ein black-silver-tabby Kater. 1970 überließ er seinen gesamten Zuchtstock Gisela Stoschek (Tai-Phoon Cattery).
1963 wurde von Colonel und Walter Grant ein Pärchen weißer Türkisch Angora registriert. Diese beiden gingen namentlich in die Geschichte der Türkisch Angora ein. Ihre Namen waren „Yildiz“ und „Yildizcek“, sie wurden ein Jahr zuvor im Ankara Zoo geboren. Die ersten Nachkommen dieser beiden Katzen verkauften die Grants ausschließlich kastriert, weil sie sicherstellen wollten, dass ihre gezüchteten Katzen nur mit Ankarazookatzen bzw. deren reinen Nachkommen verpaart werden. Um einen Zuchtstamm aufzubauen, importierten die Grants 1966 ein weiteres Paar Katzen aus dem Ankara Zoo. Auf den Nachkommen dieser Katzen bauten einige Züchter Jahre später ihren Grundstock auf.
Fast zeitgleich im Jahre 1964 importierte das Ehepaar Leinbach ein Pärchen weißer Angoras aus dem Ankara Zoo nach Amerika. Ihre Namen waren „Sam Oglum“ und „Aliya’s Snowball“. Die Leinbachs arbeiteten eng mit Lee Thornton (Thornton Cattery in CFA, Thornton Desert Cattery in den anderen Katzenvereinen) zusammen, die ihnen half, diese Tiere zu registrieren. 1965 bekam Thornton noch ein weiteres weißes odd-eyed Türkisch Angora Weibchen mit dem Namen „Belkizar“, das wenig später mit einem Kater namens „Sam of Mountain Home“ verpaart wurde. Die Nachkommen dieser Verpaarung bildeten zusammen mit einigen Grant- und den Leinbach-Katzen den Grundstock der Thornton Cattery.
Eine Katze aus diesen Zoos zu bekommen, war zum damaligen Zeitpunkt mit großen Schwierigkeiten verbunden. Aber auch in Deutschland und den Niederlanden wurden in den frühen 1970er Jahren Katzen aus den Zoos importiert. Eine nicht unerhebliche Rolle dabei spielte der Zoologe Michael Reimann (Tha Makhuas Cattery) und Nadija Mardak (Cattery Ueskuedarsaray) in Deutschland. Reimann gelang es in den 1970er Jahren, ein Pärchen aus der Türkei zu importieren. Diese Tiere trugen den Namen Türkiye-Ithal's (Türkei-Import). Die daraus gezüchteten Tiere Reimanns heißen „Tha Makkuas“.
Die TUA, wie die Türkisch Angora nach internationalen Rassestandards genannt wird, ist genetisch verwandt mit der Vankatze (Türkisch Van). Auf den ersten Blick ähneln sich diese Rassen ein wenig. Die Vankatze ist jedoch größer und schwimmt sogar gerne im Wasser. Zufällig entdeckten 1955 zwei englische Fotografinnen in Südostanatolien Katzen mit seidenweichem, halblangen Fell, die am Kopf und Schwanz rote (auburn) Zeichnung aufwiesen. Diese Rasse, die man erst für eine Art der Türkisch Angora hielt, war die Türkisch Van-Katze. Diese wurden im Gegensatz zur Türkisch Angora nur von Privatleuten gehalten. Als Geschenk erhielten die Fotografinnen einen Kater und eine Katze, die sie mit nach England nahmen. Als vier Jahre später nochmals Vankatzen importiert wurden, konnte die planmäßige Zucht in England beginnen. Ohne Erlaubnis der türkischen Behörden durfte keine Türkisch Van ausgeführt werden.

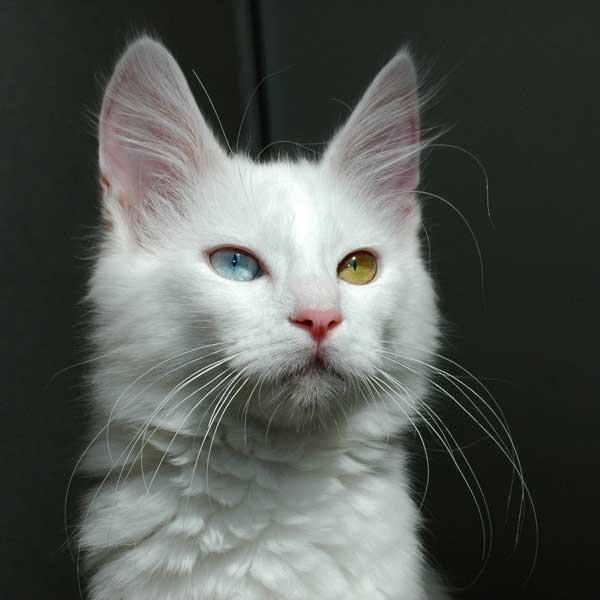
Türkisch Angora (odd-eyed)

## Aussehen
Die heutige Türkisch Angora ist kraftvoll elegant mit einem mittellangen, seidigen Fell, das am Körper anliegt. Deshalb gehört sie auch zu der Kategorie der Halblanghaar-Katzen. Sie ist pflegeleicht und besitzt keine Unterwolle, wie man es zum Beispiel bei den Perser-Katzen kennt. Der zwar muskulöse und dennoch anmutige Körperbau rundet das Gesamtbild dieser mittelgroßen Rasse ab. Obwohl das Aussehen vielleicht zart sein mag, ist sie dennoch sehr robust. Der Kopf ist gleichmäßig und keilförmig, mit mandelförmigen und meistens leicht hoch gezogenen Augen. Großes Augenmerk wird heute von einigen Züchtern den Ohren gewidmet: sie sollen groß sein, offen und hoch auf dem Kopf mit feinen Pinseln an der Spitze. Wichtig ist aber genauso der harmonische Gesamteindruck der Katze: schlank, elegant und hoch auf den Beinen. Der Schwanz ist sehr buschig, was ihre natürliche Anmut noch mehr unterstreicht. Das Aussehen der Katzen hat sich im Laufe der Zeit verändert. Aus den ursprünglich aus der Türkei importierten, teilweise sehr kräftigen Katzen hat sich im Laufe der Jahre eine grazile Katzenrasse entwickelt mit einem eher langen, schlanken Körper. Dieser Typ der Angorakatzen ist noch nicht so einheitlich wie bei anderen, gestandenen Rassen, da es heute noch nicht viele Züchter und Liebhaber dieser Katzen gibt.

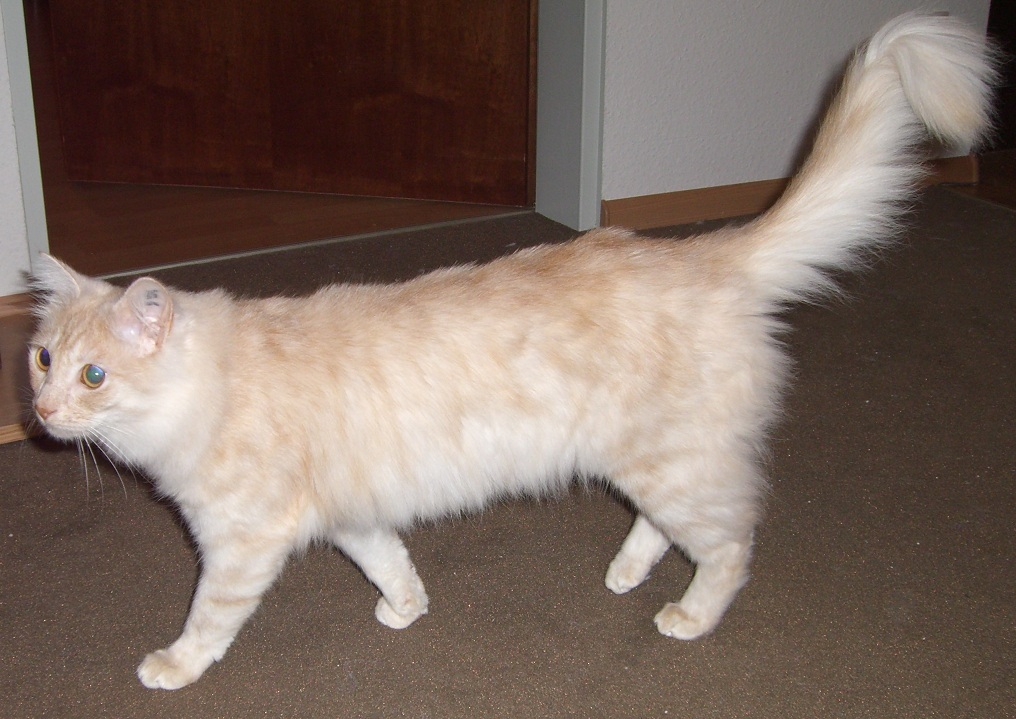
Verhältnismäßig graziler Körperbau einer Türkisch Angora

Das seidig glänzende und sehr feine Fell ist im Sommer deutlich kürzer als im Winter. Das liegt an den heißen Sommern und den kalten Wintern der anatolischen und kaukasischen Berggebiete. So ist sie an ihren natürlichen Lebensraum optimal angepasst. Im Winter trägt sie einen dichten Kragen. Das Haar am Bauch ist leicht wellig. An den Hinterläufen hat sie dichte „Hosen“. Die Pfoten sind eher klein und rundlich mit Fell dazwischen. Das Fell ist am Kragen und am Schwanz länger. Häufiges Kämmen oder Bürsten ist nicht notwendig.
Die Türkisch Angora ist heute bei allen Vereinen in den traditionellen Farben anerkannt: Weiß, Schwarz und Rot, die verdünnten und silbernen Varietäten dieser beiden Farben, mit und ohne Scheckung und mit und ohne Tabby. Sie wird heute in fast allen Farbvarietäten gezüchtet. Nicht erwünschte und anerkannte Farben sind bei dieser Rasse: Chocolate, Fawn, Lilac und Point.
Zunächst waren nur die weißen Katzen anerkannt. Erst Anfang der 1990er Jahre wurden auch die farbigen Varietäten bei der FIFe (Fédération Internationale Féline : internationale Dachorganisation von Katzenzuchtverbänden) anerkannt und erhielten auch Championstatus. Der Standard hat sich seitdem in der FIFE nicht geändert.
In der Türkei gilt die Türkisch Angora auch heute noch nur als reinrassig, wenn die Katze ein reines weißes Fell hat. Die Augenfarbe spielt dabei keine Rolle.

## Charakter

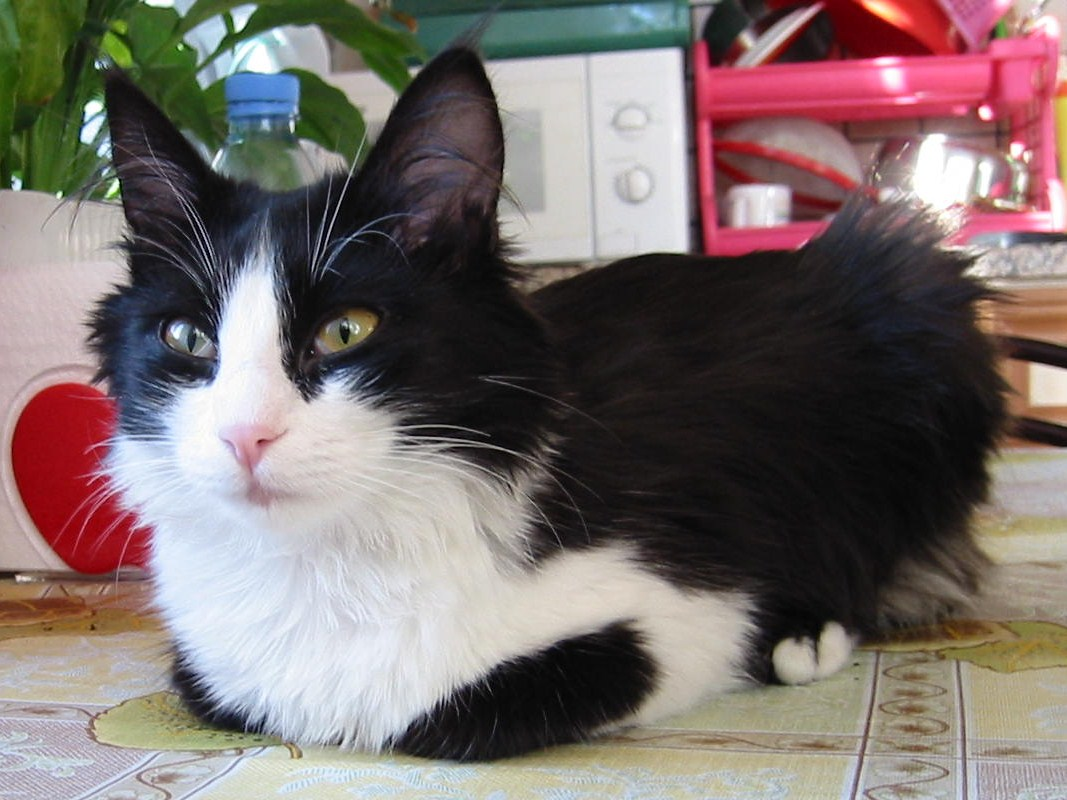
Türkisch-Angora-Katze

Die Türkisch Angora ist eine eher unkomplizierte Rasse. Sie hat einen gutmütigen Charakter. Es sind sehr lebhafte, sprungstarke und temperamentvolle Tiere, aber ohne jede Aggression. Sie bleibt ihr ganzes Leben eine verspielte und auch sehr neugierige Katze. Die zweite Seite des Wesens der Türkisch Angora ist die Liebe und Treue zu ihrem Besitzer. Hat sie einen Menschen oder eine Familie in ihr Herz geschlossen, wird keine Minute ungenutzt gelassen, hier den Kontakt zu suchen. Die Katzen halten sich in der Regel immer in der Nähe ihrer Mitmenschen auf. Nicht selten benehmen sie sich hundeähnlich und spazieren mit ihrem Herrchen oder Frauchen „bei Fuß“. Dauerschnurren und -schmusen sind keine Seltenheit und von ihr sehr erwünscht. Wenn sie das Gefühl hat, zu wenig Beachtung zu bekommen, fordert sie ihre Streicheleinheiten unerbittlich ein. Auch ihre Spielfreude kennt keine Grenzen. Deshalb sind sie auch gut für Kinder geeignet. Gekonnt apportieren die Angoras ein kleines Bällchen oder eine Fellmaus.
Trotz ihres zarten Aussehens, verzeiht ihre natürliche Robustheit jede Menge ungewollter Fehler von Katzenanfängern. Sie vertraut den Menschen in ihrer Umgebung voll und ganz, sofern man sie nicht zu sehr und zu oft enttäuscht. Diese Charaktereigenschaften machen sie zu einer idealen Familienkatze. Unbekümmertheit prägt diese Katze und sie ist selten ängstlich, sondern kommt eher laut schnurrend, mit hoch erhobenem Schwanz und kokett zurückgeworfenem Köpfchen auf den Menschen zu. Dank ihres ausgeglichenen Wesens vertragen sie sich mit allen anderen Artgenossen und auch mit Hunden sehr gut. Eine junge Katze schließt jedoch eher neue Freundschaften, da sie noch keine Vorurteile gesammelt hat.
Die Türkisch Angora hat den Ruf, zugänglich, freundlich, anspruchsvoll, sanft, zutraulich, aufmerksam, anhänglich und intelligent zu sein. Manchmal ist sie scheu und zurückhaltend, dann wieder extrovertiert und gesellig. Eine der ältesten Beschreibungen der Rasse stammt aus dem Jahr 1834 von William Jardine: „Angorakatzen werden hierzulande häufig als Salonkätzchen gehalten. Sie gelten als sanfter und freundlicher als gewöhnliche Katzen.“ Charles Ross lieferte 1868 eine andere frühe Beschreibung über die Angora: „Die Angora ist eine wunderschöne Rasse mit silbrigem Haar von seidener Textur […] Sie alle sind wunderbare Geschöpfe mit freundlichem Wesen.“ Sie hat nichts von ihrer Ursprünglichkeit verloren; und hat somit eine große Instinktsicherheit, sogar Katzen die unter menschlicher Obhut aufgewachsen sind, haben das Beutejagen und Erlegen nicht verlernt.

## Krankheiten
Bei der Türkisch Angora kommt eine autosomal rezessiv vererbte Ataxie vor, deren Genese noch nicht aufgeklärt ist. Die Ataxie betrifft Kätzchen, die nicht laufen lernen und jung sterben. Erwachsene Katzen können nicht mehr an ihr erkranken.
Bei rein weißen Katzen treten relativ oft Schwerhörigkeit, Taubheit, Störungen des Gleichgewichtssinnes und Zittern der Augen auf, siehe Liste der betroffenen Merkmale des Gutachtens zur Auslegung des Verbotes von Qualzüchtungen.

## Rassestandard
| Gesamteindruck: Die Türkisch Angora ist eine Halblanghaarkatze mittleren nichteuropäischen Typs. Die ideale Türkisch Angora ist eine ausgeglichene, graziöse Katze mit einem feinen, seidigen Fell, welches bei jeder Bewegung des festen, langen muskulösen Körpers unter ihm schimmert. | Gesamteindruck: Die Türkisch Angora ist eine Halblanghaarkatze mittleren nichteuropäischen Typs. Die ideale Türkisch Angora ist eine ausgeglichene, graziöse Katze mit einem feinen, seidigen Fell, welches bei jeder Bewegung des festen, langen muskulösen Körpers unter ihm schimmert. | Körperteil | Beschreibung |
| Kopf | Größe: klein bis mittel, in Übereinstimmung mit der Länge des Körpers und der Extremitäten. Form: ein mittellanger, gerader Keil (kein gemäßigter Keil oder keilförmiges Maul, aber ein Keil von der Basis der Ohren bis zur Nasenspitze). Katerbacken sollten toleriert werden. Profil: bildet sich aus zwei geraden Flächen (gerade Linien), die sich in einem Winkel über den Augen treffen. Kein Break. |            |              |
| Maul | Eine Fortsetzung der glatten Seiten des Keils, weder mit auftragende Schnurrhaarkissen noch mit einem Pinch. |            |              |
| Ohren | Groß, breit an der Basis, spitz und mit Pinseln. Sie stehen dicht beieinander und hoch auf dem Kopf, vertikal und aufrecht. |            |              |
| Augen | Groß, mandelförmig, leicht aufwärts steigend, mit geöffnetem Ausdruck, schräg, (asiatischer Ausdruck). |            |              |
| Augenfarbe | Die Augenfarbe darf jeden möglichen Farbton von Grün, Gold, Grüngold, Kupfer, Blau oder odd-eyed haben. Es gibt keine Relation zwischen Augen- und Fellfarbe. Gleichförmigkeit und Tiefe der Augenfarbe sollte mit in die Bewertung des Gesamteindrucks einfließen. Tiefere und reichhaltigere Farben sollten bevorzugt werden. |            |              |
| Nase | Mittellang, gerade ohne Break, leichter Bogen/Schwung erlaubt. |            |              |
| Nacken | Dünn, graziös und möglichst lang und buschig. |            |              |
| Kinn | Fest, leicht gerundet. Die Spitze des Profils bildet eine Senkrechte mit dem Kinn. |            |              |
| Körper | Mittlere Größe, jedoch in Übereinstimmung mit dem Gesamteindruck. Der Körper einer Türkisch Angora sollte immer lang, schlank und feingliedrig sein und einen festen Muskeltonus haben. Anmut und Feinheit des Knochenbaus sind wichtiger als die aktuelle Größe. Kater dürfen etwas größer als Katzen sein. Der Torso soll lang und schlank sein und hat in seinem Durchmesser eine schmale ovale Form. Schultern haben die gleiche Breite wie die Hüften. Das Hinterteil steht etwas höher als die Schultern. Der Schwanz ist sehr lang, aber in Proportion zum Körper. Der ganze Effekt sollte Länge und Feinheit sein. |            |              |
| Beine | Lang. Hinterbeine sind etwas länger als Vorderbeine. |            |              |
| Pfoten | Schmal, rund und zart. Fell zwischen den Pfoten wird bevorzugt (sogenannte „Schneeschuhe“). |            |              |
| Schwanz | Lang und zuspitzend. Von einer weiten Basis zu einer schmalen Spitze. Voll behaart. Möglichst buschig (Fuchsschwanz), in Proportion zum Körper. |            |              |
| Fell | Ohne Unterwolle. Die Länge des Körperfells variiert, aber Schwanz und Kragen sollten länger, voll behaart, von feiner Beschaffenheit sein und einen seidigen Schimmer haben. „Hosen“ sollten an den Hinterbeinen zu finden sein. Die Türkisch Angora hat jahreszeitlich abhängiges Fell. Im Winter hat ein ausgewachsenes Tier einen vollen Kragen und Schwanz, wie auch ein längeres Fell am Körper. Im Sommer kann die gleiche Katze derart abhaaren, dass kaum noch längeres Fell zu finden ist. Die kurzhaarigere Erscheinung ist die Norm und nicht die Ausnahme.                                                     |            |              |
| Fellfarbe | Früher waren nur reinweiße Katzen erlaubt. Heute gibt es die Türkisch Angora in allen Farben: weiß, schwarz, silber, rot, creme, blau, gescheckt, schildpatt, tabby (classic oder mackerel), smoke. Siam- und Burmazeichnung kennt man bei ihr nicht. Beliebt ist aber auch heute noch das klassische weiß mit odd-eyes (verschiedenfarbige Augen). Zwischen Fell- und Augenfarbe gibt es keinen unmittelbaren Zusammenhang. Alle Kombinationen sind erlaubt. Chocolate, lilac und point (Siamesen) sind nicht erlaubt. |            |              |
| Balance | Proportional in allen körperlichen Aspekten mit einem graziösen, leichten Aussehen. |            |              |
| Fehler | Offensichtlich übergroßes, grobes Aussehen (wie Perser). |            |              |
| Disqualifikation | Coppy Körperbau. Knick- oder abnormaler Schwanz. Schielen. |            |              |